# Slag bij Hartsville
De Slag bij Hartsville vond plaats op 7 december 1862 in noordelijk Tennessee tijdens de Amerikaanse Burgeroorlog.
De Stones Riverveldtocht begon in november 1862 toen het Noordelijke Army of the Cumberland onder leiding van generaal William S. Rosecrans vanuit Nashville, Tennessee oprukte naar Murfreesboro in Tennessee.
Na zijn nederlaag in de Slag bij Perryville had de Zuidelijke generaal Braxton Bragg met zijn Army of Tennessee zich daar teruggetrokken. Bragg stuurde kolonel John Hunt Morgans cavalerie eropuit om de communicatielijnen van Rosecrans te verstoren en te voorkomen dat de Noordelijken voorraden konden inslaan ten noorden van Nashville. De gevechten bij Hartsville, gelegen op een oversteekplaats ongeveer 60 km stroomopwaarts van Nashville, kadert in deze Zuidelijke plannen.
De oversteekplaats werd verdedigd door de 39th Brigade van het XIV Corps, Army of the Cumberland en bestond uit de 106th Ohio Infantry, de 108th Ohio, de 104th Illinois, en de 2nd Indiana Cavalry (samen ongeveer 1.000 soldaten). De brigade werd aangevoerd door kolonel Absalom B. Moore. Beschermd door de duisternis stak Morgan in de vroege ochtend van de 7de december de rivier over met ongeveer 1.400 soldaten die voornamelijk uit Kentucky afkomstig waren. Een andere Noordelijke eenheid, ongeveer drie keer groter dan de vijand, kampeerde op ongeveer 14 km verder bij Castalian Springs. Dichtbij genoeg om de slag te horen, maar te ver weg om hulp te kunnen bieden.
Morgans aanval kwam als een complete verrassing. De voorposten werden overrompeld. Een verslag verwees naar het feit dat de Zuidelijken blauwe uniformen droegen waardoor ze de vijand dicht genoeg konden naderen. Een tweede verslag vermeld dat de Zuidelijken burgerkledij droegen. De aanval begon rond 06.45u. De artillerie en infanterie openden het vuur. De cavalerie viel de flanken en de achterhoede aan. Na een uur van zware gevechten, nam een eenheid van Moore de benen. Door de ontstane verwarring moesten de Noordelijken zich terugtrekken. Rond 08.30u waren de Noordelijken omsingeld. Kolonel Moore hees de witte vlag.
De Noordelijken verloren 58 soldaten. De Zuidelijken hadden 149 doden te betreuren. Daarnaast werden 1.844 Noordelijken gevangenen en een bagagetrein met voorraden veroverd. Generaal Joseph E. Johnston, bevelhebber van de Zuidelijken, droeg Morgan voor tot brigadegeneraal. President Davis was net in Murfreesboro en bevorderde Morgan ter plaatse.
De gevechten bij Hartsville waren een voorbode van de cavalerie-aanvallen van Nathan Bedford Forrest in westelijk Tennessee en van Morgan in Kentucky tussen december 1862 en januari 1863. Toen Rosecrans in Murfreesboro arriveerde op 29 december was de scène klaar voor de Slag bij Stones River.